# Liste des maires de Canet-en-Roussillon
Cet article dresse une liste par ordre de mandat des maires de Canet-en-Roussillon.

## Liste des maires

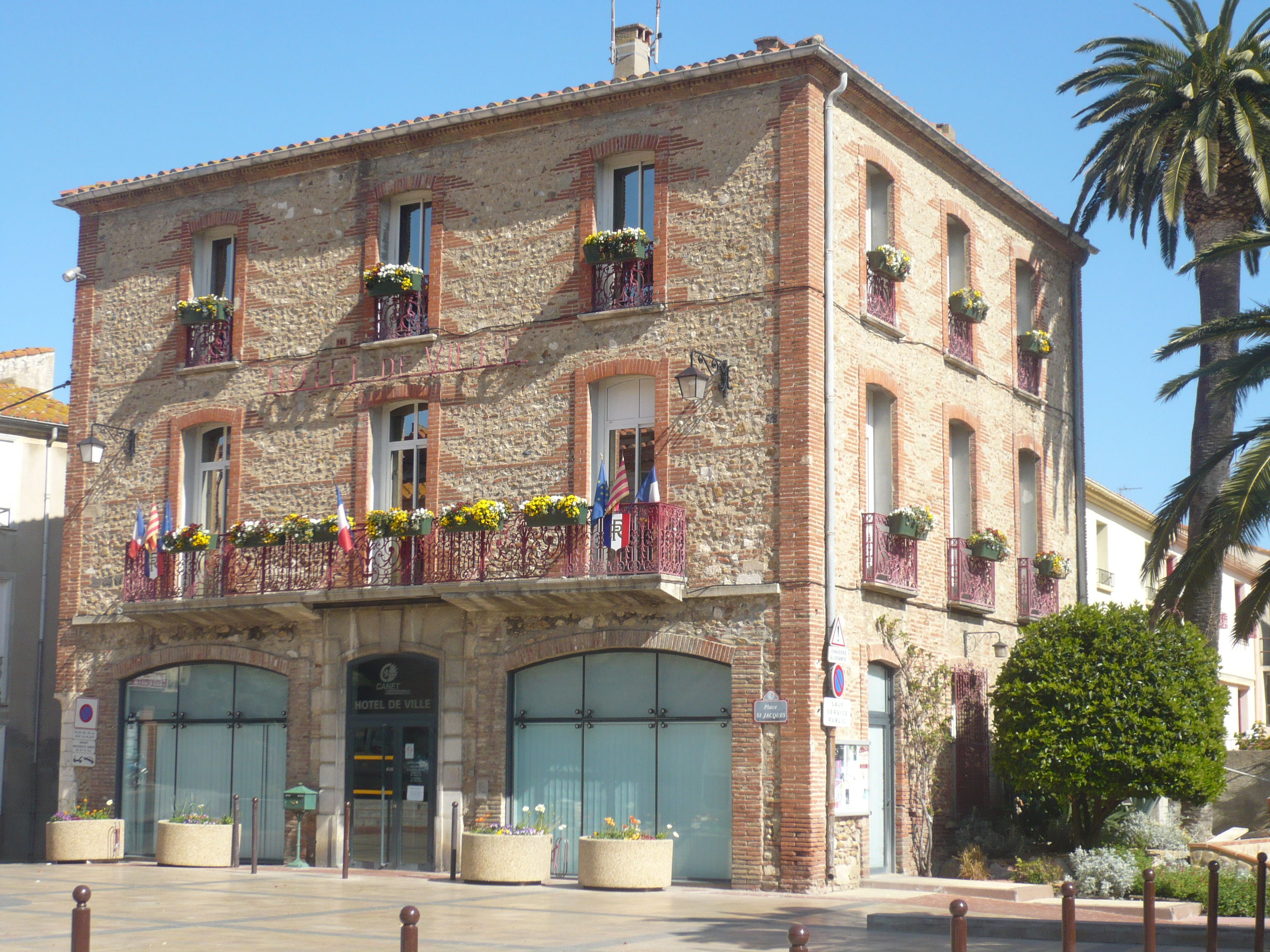
L'hôtel de ville de Canet-en-Roussillon.

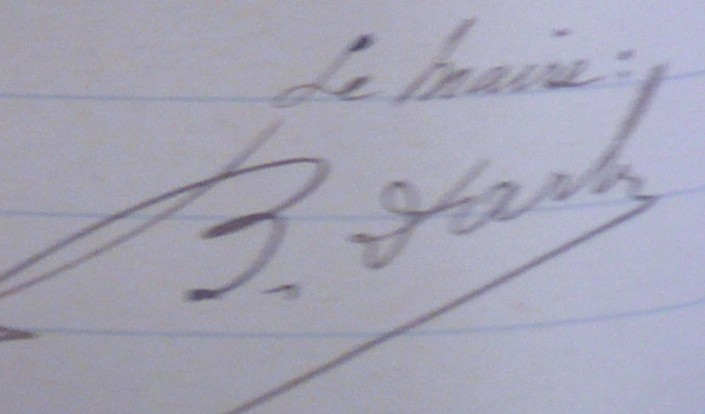
Signature du maire Basile Darbon en 1910.

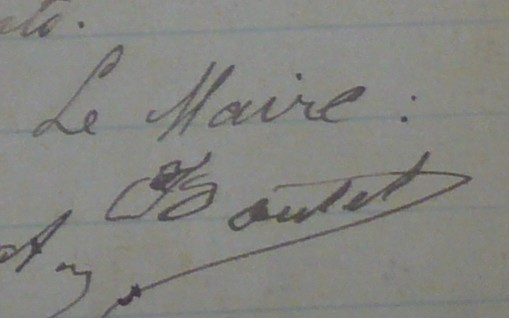
Signature du maire Isidore Boutet en 1914.

| Période        | Période         | Identité                | Étiquette    | Qualité |
| -------------- | --------------- | ----------------------- | ------------ | --- |
| 1790           | 1792            | Joseph Cassanyes        |              | Député (1792-1797) |
| 1792           | 1795            | Jacques Bonet           |              | |
| 1796           | 1797            | Jacques Cassanyes       |              | |
| 1798           | 1798            | Julien Canal            |              | |
| 1799           | 1800            | Jacques Cassanyes       |              | |
| 1800           | 1813            | Jacques Bonet           |              | |
| février 1813   | 28 octobre 1814 | Joseph Cassanyes        |              | Député (1792-1797) |
| 1814           | 1826            | Saturnin Cargoles       |              | |
| 1826           | 1831            | Antoine Gaux            |              | |
| 1831           | 1848            | Joseph Cassanyes (fils) |              | |
| mars 1848      | juin 1848       | Julien Canal (fils)     |              | Maire provisoire |
| juin 1848      | septembre 1848  | Pierre Roger            |              | Maire provisoire |
| septembre 1848 | août 1851       | Joseph Cassanyes        |              | |
| août 1851      | décembre 1851   | Julien Canal            |              | Maire provisoire |
| 1851           | 1865            | Julien Canal            |              | |
| 1865           | septembre 1870  | Jean Bartissol          |              | |
| septembre 1870 | décembre 1870   | Michel Pages            |              | |
| 1870           | 1874            | Joseph Berga            |              | |
| 1874           | 1881            | Côme Roger              |              | |
| 1881           | 1890            | Jean Lafon              |              | |
| 1891           | 1892            | Jacques Xamma           |              | |
| 1892           | 1904            | Henri Castany           |              | |
| 1904           | 1912            | Basile Darbon           |              | |
| mai 1912       | 1918            | Isidore Boutet          |              | |
| 1918           | 1919            | François Alies          |              | Adjoint au maire (1912-1918) |
| 1920           | 1925            | Joseph Lafon            |              | |
| 1925           | 1929            | Jacques Xamma           |              | |
| 1929           | 1930            | Joseph Lafon            |              | |
| 1930           | 1941            | Gabriel Henric          |              | |
| 1941           | 1943            | Désiré Riu              |              | Président de la délégation spéciale |
| 1943           | 1944            | Pierre Fourcade         |              | Président de la délégation spéciale |
| 1944           | 1947            | Gabriel Henric          |              | |
| 1947           | 1950            | Joseph Pagès            |              | |
| 1950           | 1965            | François Moudat         |              | |
| 1965           | 1966            | Christian Brignieu      |              | |
| 1966           | 1971            | François Moudat         |              | |
| 1971           | 1989            | Jacques Coupet,         | UDF-PRV      | Entrepreneur en travaux publics Maire de Canet-en-Roussillon-Saint-Nazaire (1971-1983) |
| 1989           | 31 mars 2010    | Arlette Franco          | RPR puis UMP | Enseignante 1re adjointe au maire (-1989) Conseillère régionale du Languedoc-Roussillon (1992-2002) Vice-présidente du conseil régional du Languedoc-Roussillon (1992-1998) Députée (2002-2010) |
| 15 mai 2010,   | 23 mai 2020     | Bernard Dupont,         | UMP puis LR  | Administrateur territorial Adjoint au maire (2008) 1er adjoint au maire (2008-2010) 2e vice-président de Perpignan Méditerranée Métropole, Conseiller régional d'Occitanie, (2016-)             |
| 23 mai 2020    | En cours        | Stéphane Loda           | LR           | Directeur de cabinet de Bernard Dupont. |

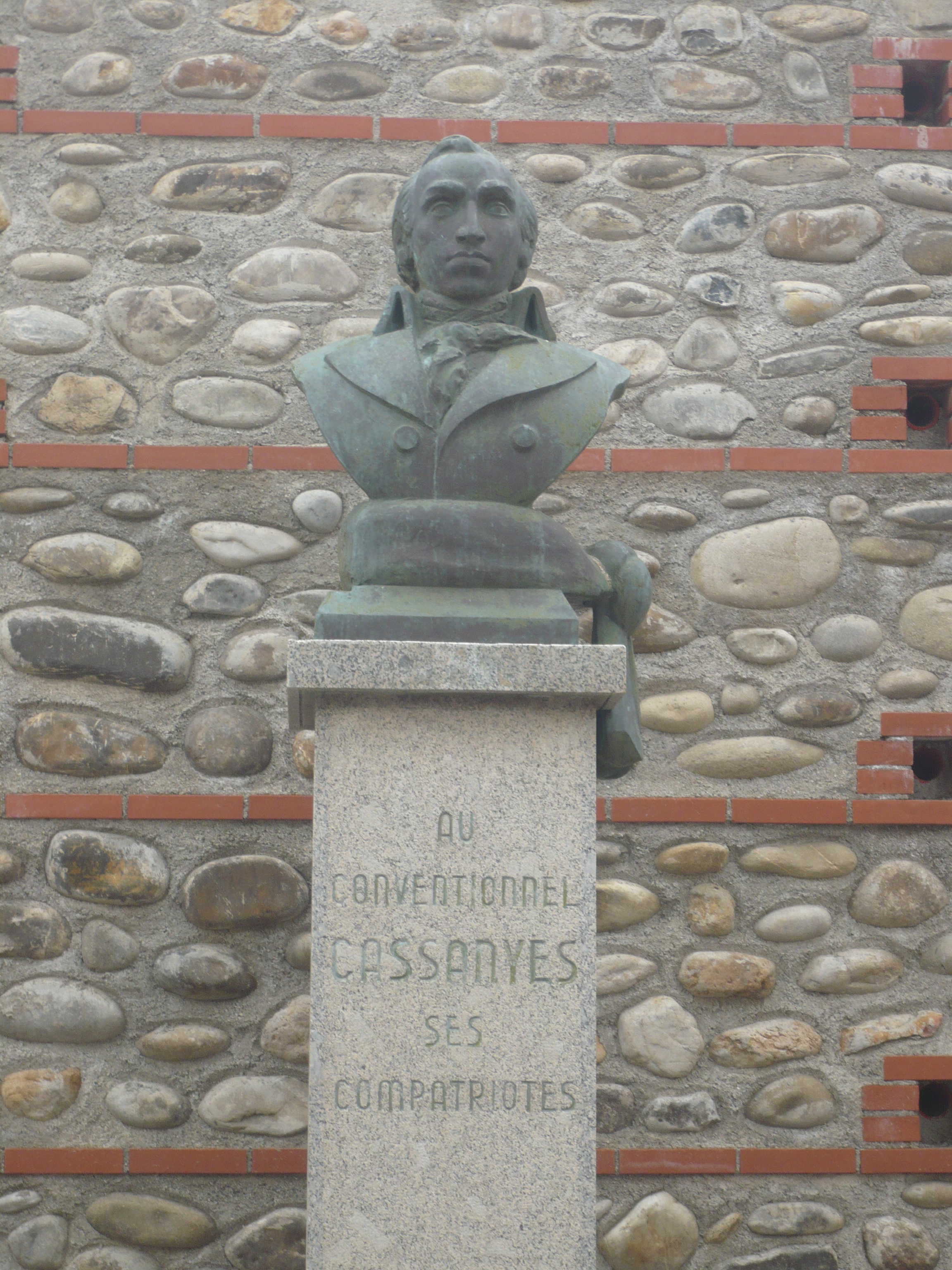
Joseph Cassanyes
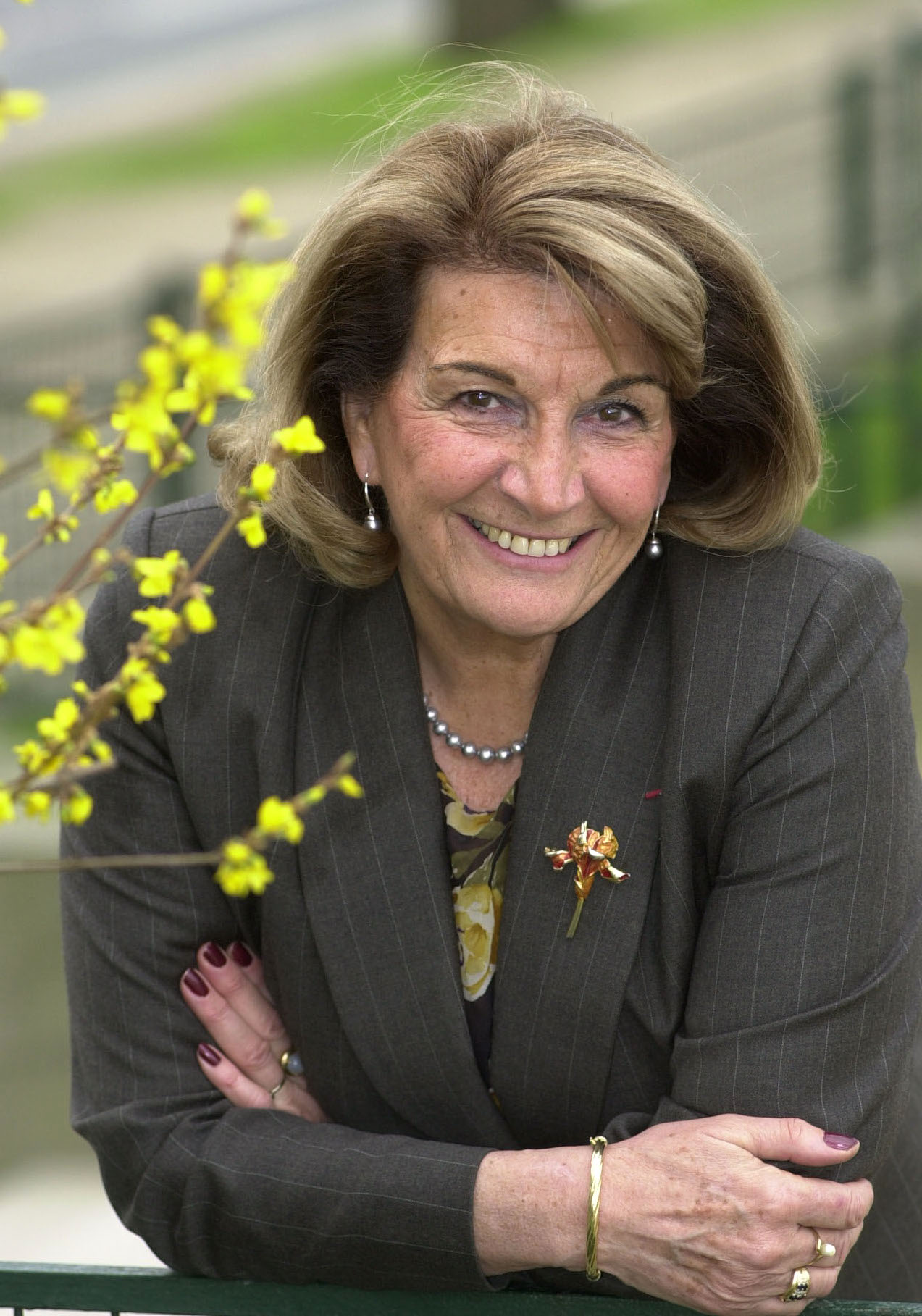
Arlette Franco
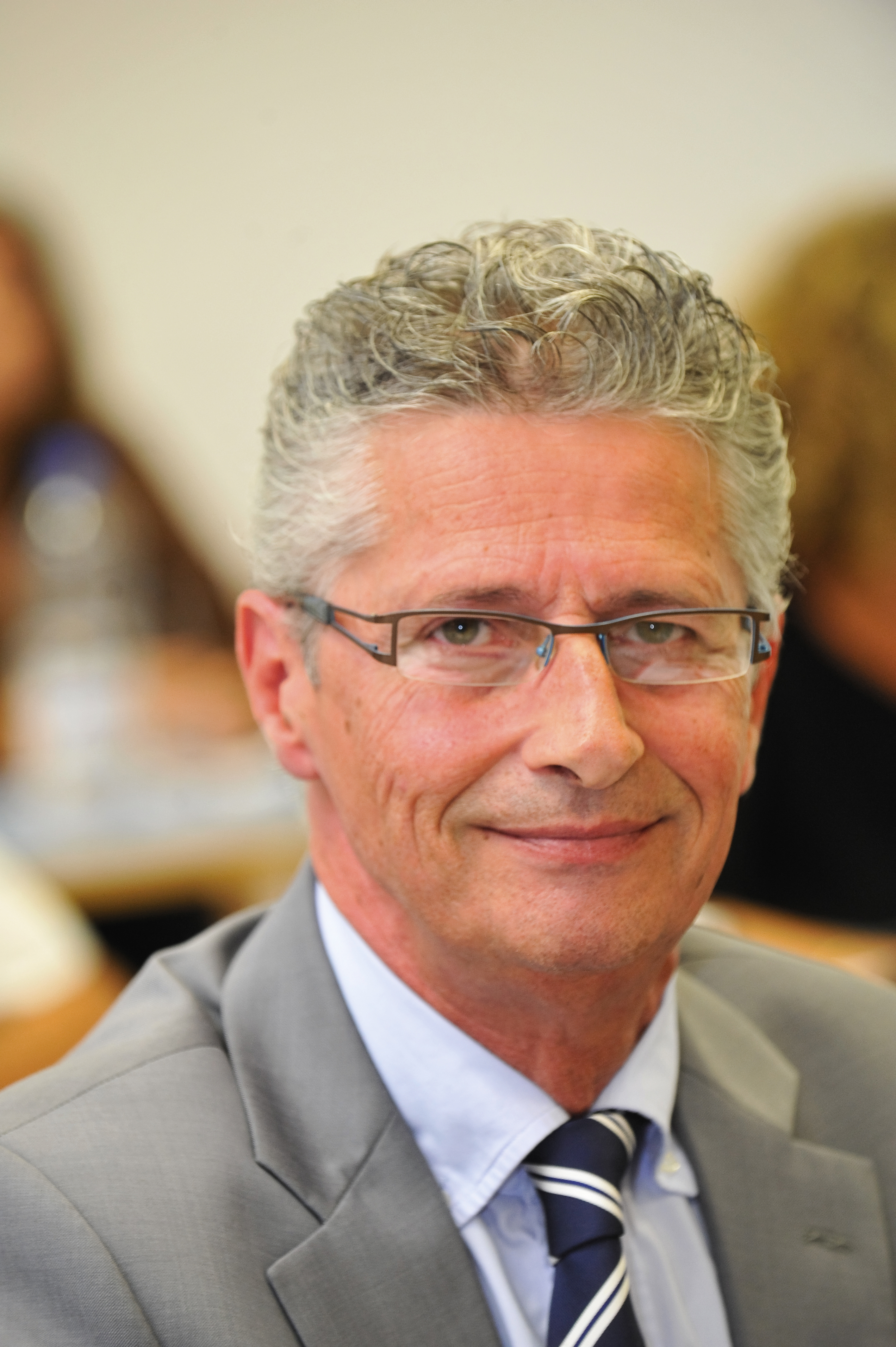
Bernard Dupont